# 朱志根
朱志根（1957年10月6日—），浙江绍兴上虞人，中国游泳教练，国家级教练，现任中国国家游泳队教练员。
其最知名的弟子为中国游泳运动员、世界冠军孙杨。2018年12月19日，浙江体育职业技术学院直属游泳系党支部接收孙杨、汪顺两名发展对象转为中共预备党员时，朱志根是孙杨的入党介绍人之一。